# Cuscuta chinensis
Cuscuta chinensis är en vindeväxtart som beskrevs av Jean-Baptiste de Lamarck. Cuscuta chinensis ingår i släktet snärjor, och familjen vindeväxter. En underart finns: C. c. ciliaris.
Arten är endemisk till Kina.

## Bildgalleri

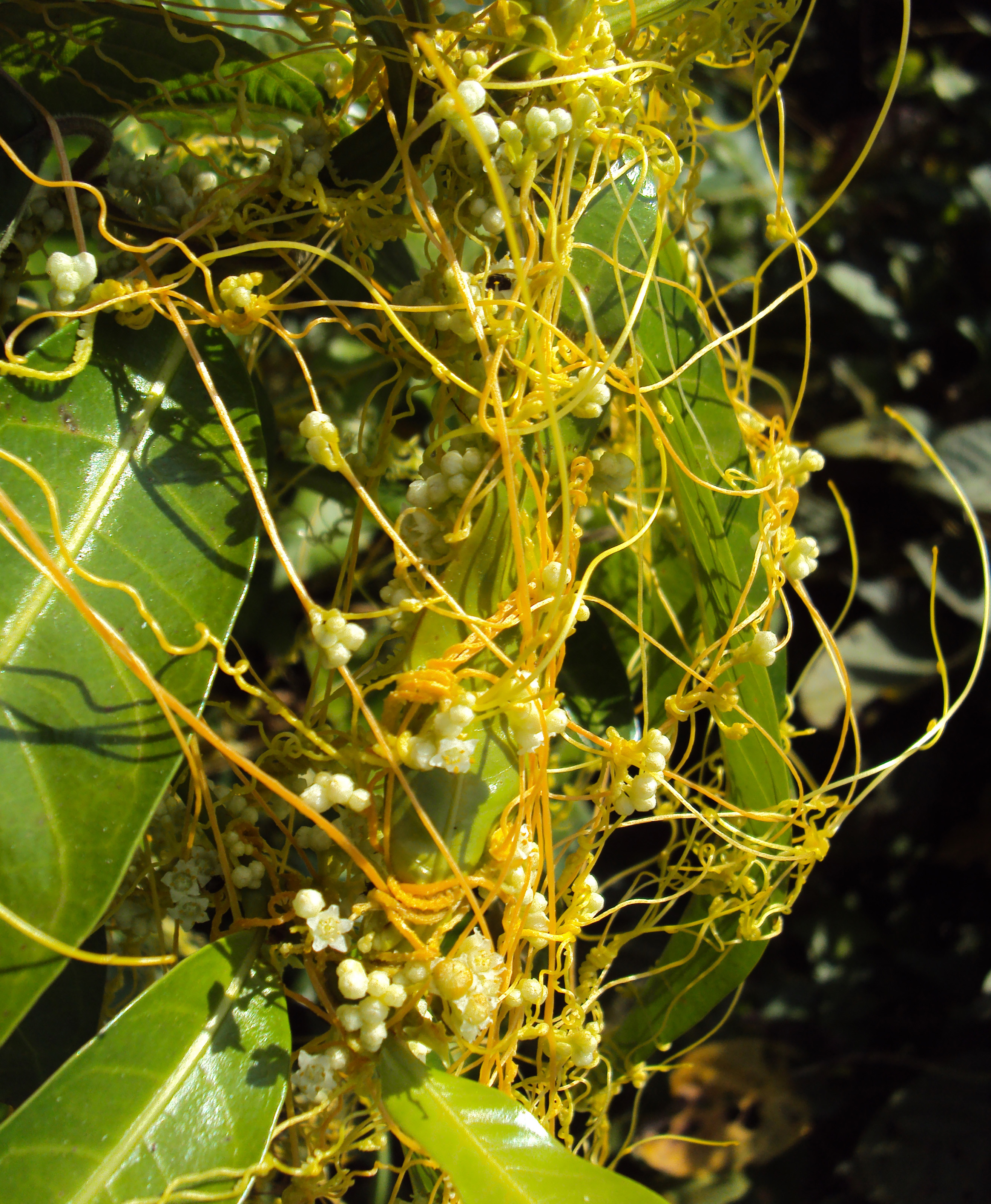
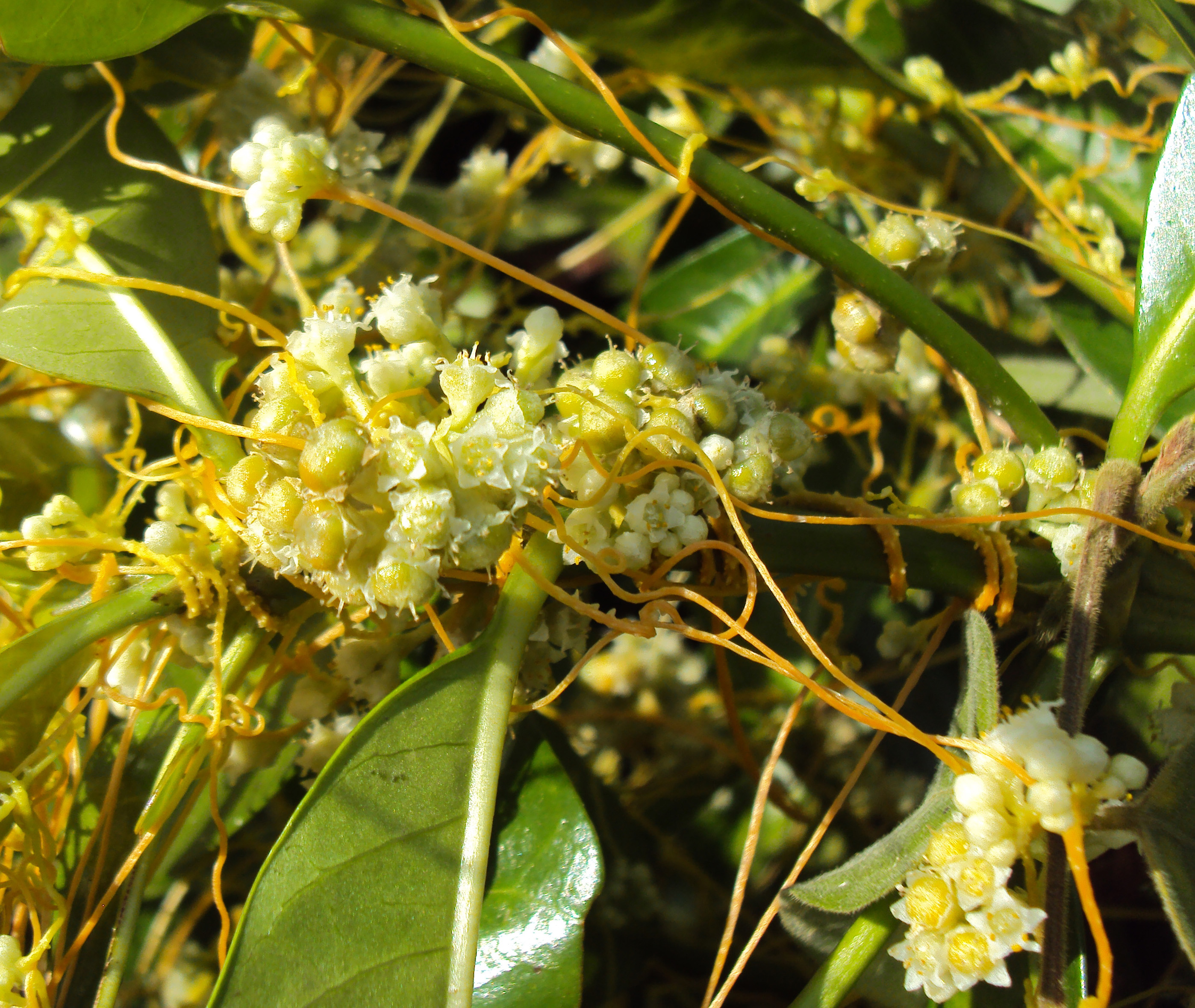
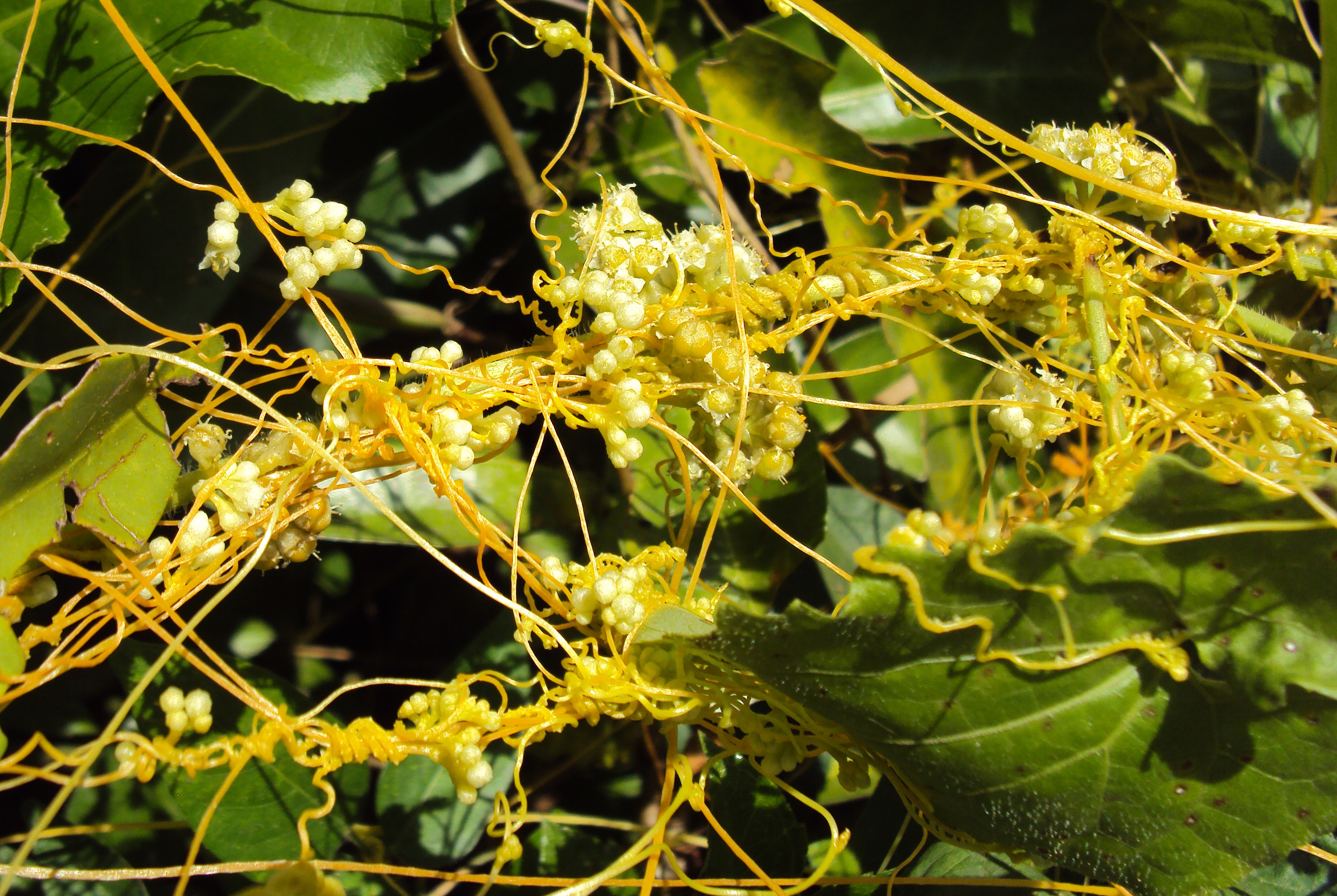
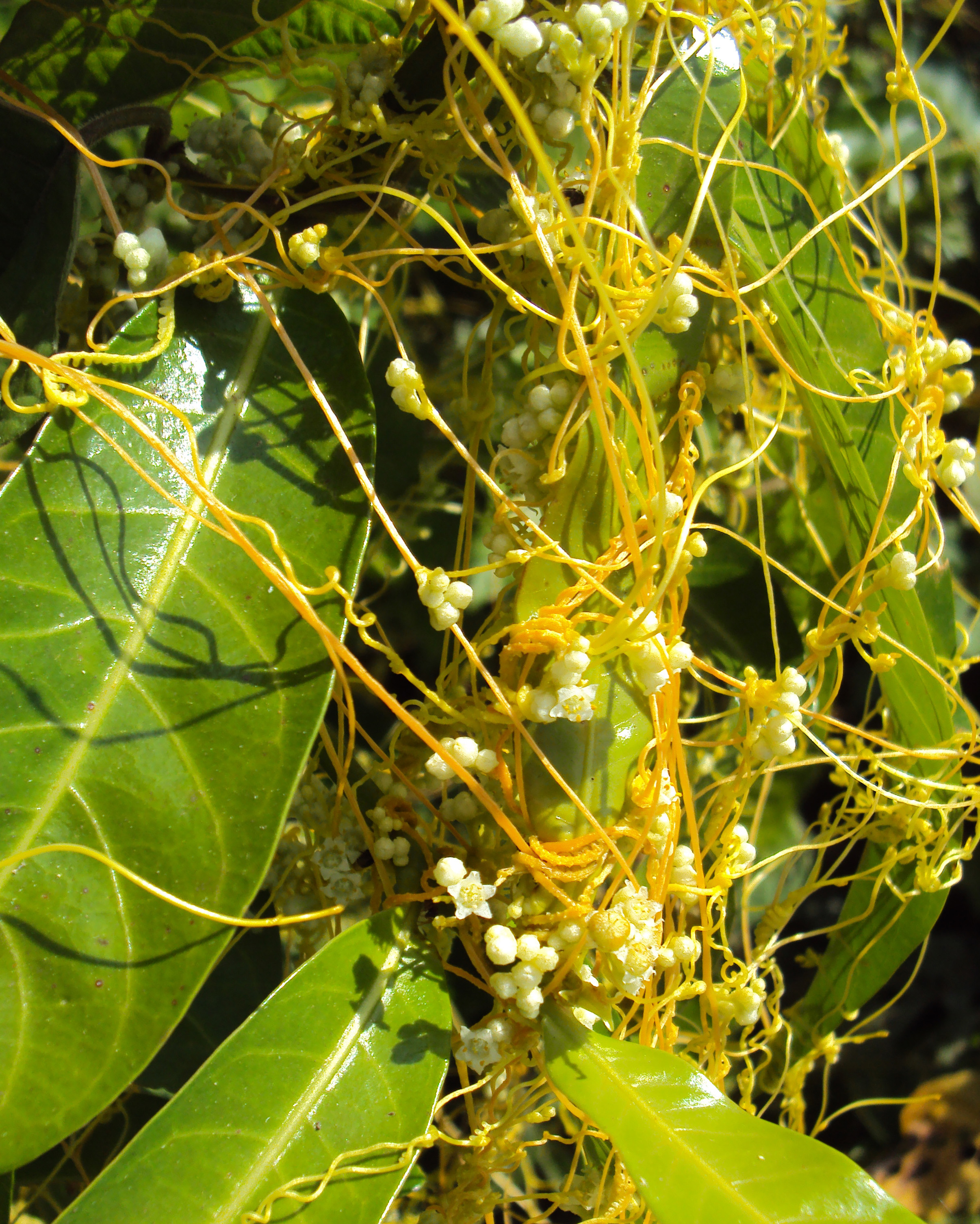
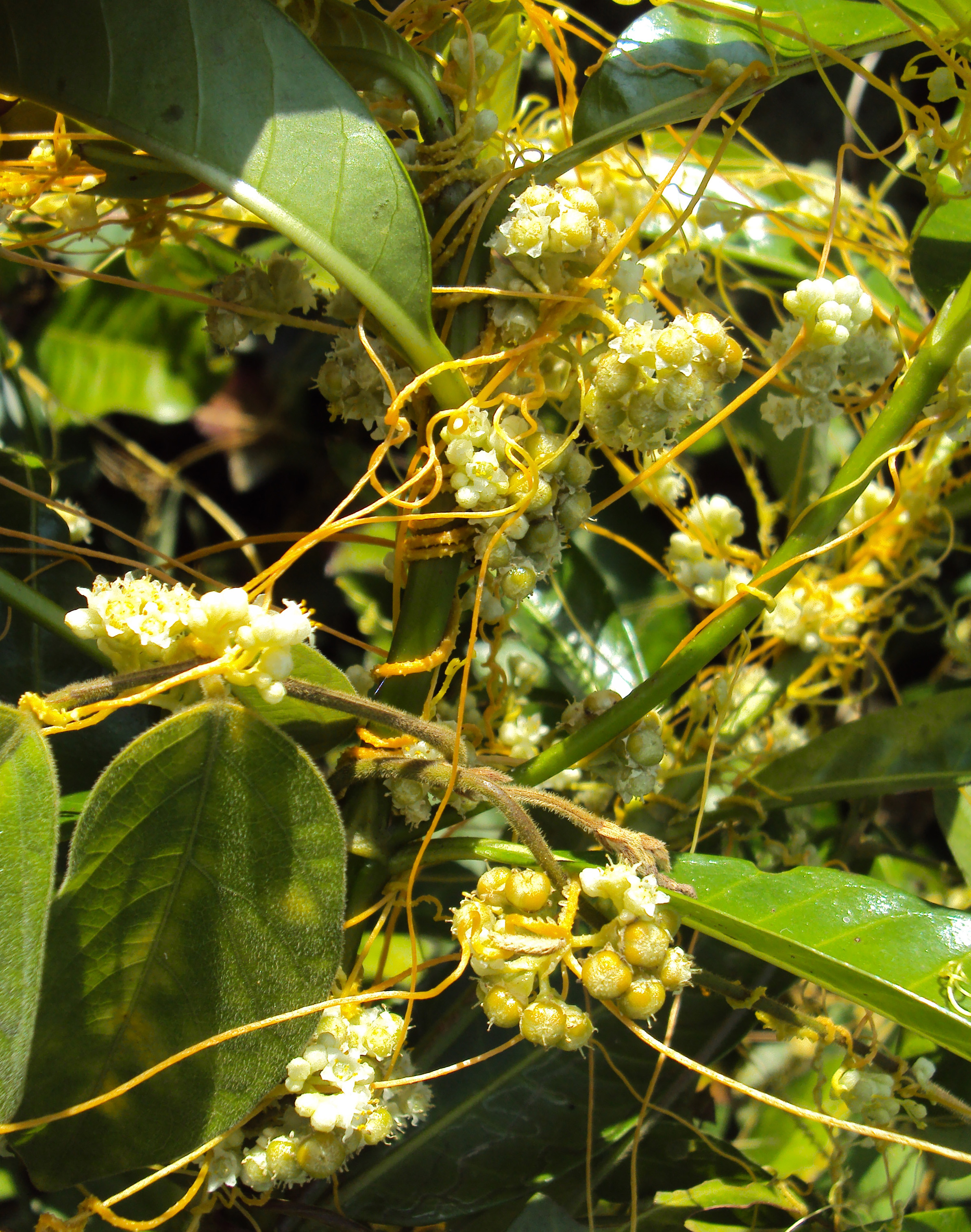